# Sukapulung
Sukapulung is een bestuurslaag in het regentschap Langkat van de provincie Noord-Sumatra, Indonesië. Sukapulung telt 429 inwoners (volkstelling 2010).